# Hantzschův ester
Hantzschův ester je organická sloučenina se vzorcem HN(MeC=C(CO2Et))2CH2 (Me = methyl (CH3), Et = ethyl (C2H5)), derivát 1,4-dihydropyridinu. Jeho přípravu popsal v roce 1881 Arthur Rudolf Hantzsch. Sloučenina se používá jako zdroj hydridových iontů, například pro redukce iminů na aminy. Jedná se o syntetický analog NADH, přirozeně se vyskytujícího dihydropyridinu.

## Příprava
Hantzschův ester se připravuje Hantzschovou syntézou pyridinů z formaldehydu, dvou ekvivalentů ethylacetacetátu, octanu amonného, a chloridu železitého.

## Struktura
Hantzschův ester má, jak bylo zjištěno rentgenovou krystalografií, rovinné C5N jádro.